# Composé organosélénié
Un composé organosélénié est un composé organique contenant au moins une liaison carbone-sélénium ,,,. 

## Occurrence naturelle
Les composés organoséléniés sont présents à l'état de trace dans les eaux, les sols et les sédiments ambiants.
Le premier composé organosélénié isolé fut le séléniure de diéthyle en 1836.

## Propriétés
Le sélénium existe à différents états d'oxydation, -2, +2, +4 et +6. Se(II) est la forme dominante dans la chimie des organoséléniés. Le sélénium appartient, tout comme l'oxygène et le soufre, au groupe des chalcogènes (groupe 16), des similitudes dans la chimie de ces composés sont donc attendues. En descendant le long de la colonne du groupe 16, l'énergie de liaison diminue fortement (234 kJ·mol-1 pour la liaison C–Se et  pour la liaison C–S) alors que la longueur de liaison s'accroît (198 pm pour C–Se, 181 pm pour C–S et 141 pm pour C–O). 
Les composés du sélénium sont plus nucléophiles que leurs analogues sulfurés et sont également plus acides. Le pKa du composé XH2 est de 16 pour le cas où X est l'oxygène, 7 pour le soufre et 3,8 pour le sélénium. Au contraire des sulfoxydes, les sélénoxydes correspondants sont instables en présence d'un hydrogène en β ; cette propriété est utilisée dans beaucoup de réactions organiques du sélénium, notamment les oxydations et les éliminations des sélénoxydes.

## Classification structurelle
- Sélénols (RSeH) : équivalents organoséléniés des alcools et des thiols. Ces composés sont relativement instables et ont en général une odeur désagréable. Le benzènesélénol (aussi appelé phénylsélénol, sélénaphénol ou PhSeH) est plus acide (pKa=5,9) que le thiophénol (pKa=6,5) et s'oxyde aussi plus facilement en diséléniure de diphényle. Il est possible de préparer du sélénaphénol par réduction du diséléniure de diphényle[7].

- Séléniures (R–Se–R) ; également appelés sélénoéthers, ce sont les équivalents des éther-oxydes et des thioéthers. Ce sont les composés organoséléniés les plus courants. Les séléniures symétriques sont habituellement préparés par alkylation de sels de séléniure de métal alcalin, par exemple le séléniure de sodium . Les séléniures asymétriques sont préparés par alkylation des sélénoates. Ces composés réagissent typiquement comme des nucléophiles, par exemple avec les halogénures d'alkyles (R'–X) pour donner des sels de sélénonium (R'RRSe+X−). Les atomes de sélénium bivalents peuvent aussi interagir avec les hétéroatomes doux pour former des centres sélénium hypervalents[8]. Dans certaines circonstances, ils agissent aussi comme des électrophiles, par exemple avec les organolithiens (R'Li) pour former des complexes ate R'RRSe-Li+.

- Diséléniures (R–Se–Se–R) : équivalents des peroxydes et des disulfures. Ce sont des précurseurs utiles à longue conservation  de réactifs organoséléniés plus réactifs tels que les sélénols et les halogénures de sélénényle. Le plus connu en chimie organique est le  diséléniure de diphényle, préparé à partir du bromure de phénylmagnésium et de sélénium, suivie par oxydation du produit PhSeMgBr[9].

- Halogénures de sélénényle (R–Se–Cl, R–Se–Br) : ils sont préparés par halogénation des diséléniures. La bromation du diphényldiséléniure donne le bromure de phénylsélényle (PhSeBr).  Ces composés sont sources de « PhSe+ ».

- Sélénoxydes (R–Se(O)–R); équivalent des sulfoxydes. Ils peuvent être oxydés en sélénones (R-Se(O)2R), analogues des sulfones.

- Acides sélénéniques (RSe–OH) : intermédiaires dans l'oxydation des sélénols. On les trouve dans certaines sélénoenzymes, telles que la glutathion peroxydase.

- Acides séléniniques (RSe(O)OH) : analogues des acides sulfiniques.

- Acides perséléniniques (RSe(O)OOH) : utilisés pour la catalyse des réactions d'époxydation et l'oxydation de Baeyer-Villiger.

- Sélénuranes composés organoséléniés hypervalents, formellement dérivés des tétrahalogénures tels que SeCl4. On peut citer par exemple ArSeCl3[10]. les chlorures sont obtenus par chloration des chlorure de sélénenyle.

- Séléniranes composés cycliques à trois atomes (parent : C2H4Se) liés aux thiiranes mais, contrairement aux thiiranes, les séléniranes sont cinétiquement instable, expulsant directement le sélénium (sans oxydation) pour former des alcènes. Cette propriété a été utilisée en synthèse organique[11].

- Sélones (R2C=Se, parfois appélées sélénones) analogues des cétones.  Elles sont rares en raison de leur tendance à s'oligomériser[12]. La disélénobenzoquinone est stable comme complexe métallique[13]. Les sélénourées sont des exemples de composés stables contenant une liaison C=Se.